# Bob Dylan's Greatest Hits
Bob Dylan's Greatest Hits es el primer álbum recopilatorio del músico estadounidense Bob Dylan, publicado por la compañía discográfica Columbia Records en marzo de 1967. El álbum, que incluyó los sencillos publicados hasta la fecha en Estados Unidos junto a selecciones de varios álbumes, alcanzó el puesto diez en la lista estadounidense Billboard 200 y el tres en la lista de discos más vendidos del Reino Unido. Además, Bob Dylan's Greatest Hits ha sido certificado cinco veces como disco de platino por la RIAA, convirtiéndose en el disco más vendido del músico en los Estados Unidos.

## Contenido
Greatest Hits fue el primer disco de Bob Dylan después del lanzamiento de su doble álbum Blonde on Blonde en mayo de 1966 y de su accidente de motocicleta en verano del mismo año. Sin ninguna actividad desde el final abrupto de su gira mundial, y con ninguna publicación en el horizonte, Columbia necesitaba un nuevo producto comercial para capitalizar el reciente éxito de Dylan, por lo que publicó el primer álbum recopilatorio de la carrera de Dylan.
Greatest Hits sirvió como una colección de los sencillos de Dylan en la década de 1960. Con la excepción de «The Times They Are A-Changin'», «It Ain't Me Babe» y «Mr. Tambourine Man», todos los temas restantes fueron publicados como sencillos de 45 RPM en los Estados Unidos durante la década. Por el contrario, «The Times They Are a-Changin'» fue publicado como sencillo en el Reino Unido y alcanzó el puesto nueve en el país, mientras que «Blowin' in the Wind» fue un sencillo exitoso de la mano de Peter, Paul & Mary, que publicaron una versión en 1963. Los seis temas restantes alcanzaron el top 40 en la lista Billboard Hot 100 entre 1965 y 1966. 
La versión remasterizada en disco compacto y publicada en 1997 incluyó una mezcla alternativa y más larga de «Positively 4th Street». En 2003, Bob Dylan's Greatest Hits fue publicado junto a otros dos recopilatorios del músico en Greatest Hits Volumes I–III, un set de cuatro discos. Una versión masterizada por Steve Hoffman para el sello Audio Fidelity fue publicada en agosto de 2012 en una edición limitada de 5 000 copias. Al igual que la edición remasterizada de 1997, incluyó una versión más larga de «Positively 4th Street».

## Diseño de portada
La fotografía de la portada de Bob Dylan's Greatest Hits fue tomada por Rowland Cherman en un concierto que Dylan ofreció el 28 de noviembre de 1965 en Washington D. C.. La portada ganó el premio Grammy en la categoría de mejor portada de álbum y fotografía. Una fotografía similar y tomada en el The Concert for Bangladesh en 1971 fue seleccionada como portada de Bob Dylan's Greatest Hits Vol. II, el segundo recopilatorio de la carrera de Dylan.

## Lista de canciones
| Cara A |                                 |                               |          |  |
| N.º    | Título                          | Álbum original                | Duración |  |
| 1.     | «Rainy Day Women #12 & 35»      | Blonde on Blonde              | 4:40     |  |
| 2.     | «Blowin' in the Wind»           | The Freewheelin' Bob Dylan    | 2:51     |  |
| 3.     | «The Times They Are A-Changin'» | The Times They Are A-Changin' | 3:16     |  |
| 4.     | «It Ain't Me Babe»              | Another Side of Bob Dylan     | 3:38     |  |
| 5.     | «Like a Rolling Stone»          | Highway 61 Revisited          | 6:12     |  |

| Cara B |                               |                           |          |  |
| N.º    | Título                        | Álbum original            | Duración |  |
| 6.     | «Mr. Tambourine Man»          | Bringing It All Back Home | 5:31     |  |
| 7.     | «Subterranean Homesick Blues» | Bringing It All Back Home | 2:22     |  |
| 8.     | «I Want You»                  | Blonde on Blonde          | 3:09     |  |
| 9.     | «Positively 4th Street»       | Blonde on Blonde          | 4:12     |  |
| 10.    | «Just Like a Woman»           | Blonde on Blonde          | 4:53     |  |

## Posición en listas
| País           | Lista                  | Posición |
| -------------- | ---------------------- | -------- |
| Alemania       | Media Control Charts   | 20       |
| Estados Unidos | Billboard 200          | 10       |
| Noruega        | VG-lista Top 40 Albums | 18       |
| Reino Unido    | UK Albums Chart        | 6        |
| Suecia         | Albums Top 60          | 46       |